# Le Rêve du Diable
Le Rêve du Diable est un groupe de musique traditionnelle québécoise fondé en 1974 par Claude Méthé et Gervais Lessard. Se distinguant par une démarche rugueuse, rustique de la musique traditionnelle, Gervais Lessard qui en est le leader avec son charisme, sa voix à l’ancienne et son humour décapant, est à des années-lumière de la rectitude politique 
Le groupe est depuis plusieurs années un duo formé du chanteur et musicien Gervais Lessard accordéon, violon, podorythmie, harmonica et de Claude Morin dit Le Clin, chanteur, pianiste et guitariste.
Le groupe québécois est  précurseur d'une tradition musicale et orale ouvrant la voie à de nombreux groupes tels que La Bottine souriante, Mara Tremblay, Les Batinses, Les Chauffeurs à pieds, La Volée d'Castors, Nicolas Pellerin et bien d'autres.
Le Rêve du Diable a eu dans ses rangs plusieurs musiciens de talents, dont Claude Méthé, Jean-Pierre Lachance, Paul Dubois, Pierre Vézina, Pierre Laporte, André Marchand, Daniel Roy, Daniel Lemieux et Louis-Simon Lemieux,.

## Historique
En 1974, les deux membres fondateurs font connaissance. Leur premier spectacle a lieu à Lauzon et leur nom de groupe trouvé pour l’occasion s'inspire de la chanson éponyme.
Le groupe a fait plusieurs tournées en France dans les années 1980.
Il reçoit un prix Félix pour l'album traditionnel de l'année en 1983 avec l'Auberge, Le Rêve du Diable.
En 2007, le groupe  a participé au 360e anniversaire de la Rive-Sud de Québec (ou 360e anniversaire de l'arrivée de Guillaume Couture) et a interprété La Chanson de Guillaume Couture (sur l'air de Gai lon la, gai le rosier) pour la première fois depuis 1947. Cette chanson avait été composée par l'abbé P. Turgeon dans le cadre du tricentenaire de la Rive-Sud de Québec en 1947.
En 2012, le groupe a reçu une médaille de l'Assemblée nationale du Québec pour son importance dans l'histoire de la musique du Québec.
En 2014, il a célébré son 40e anniversaire avec, entre autres, un spectacle avec artistes invités à la Fête nationale de Lévis. La même année, il y eut parution d'un documentaire sur le groupe, intitulé Le Rêve du Diable, avec tambour et trompette réalisé par le réalisateur Feber E. Coyote.

## Discographie
- Le Rêve du diable (1976)[11]
- Rivière jaune (1977)[12]
- Délires et des Reels (1979)[13]
- Auberge le Rêve du Diable (1982)[14]
- Avec cholestérol (1991)[15]
- Résurrection (1996)[16]
- Sans tambour ni trompette (2002)[17]
- Avec tambour et trompette (2013)[18]
- Un choix d'enfer, les grands succès (2016)[19]

## Albums auxquels le groupe a participé
- La Veillée des veillées (1976)
- Les Réjouissances (1977)
- La Bastringue et autres danseries (1979)
- Vancouver Folk Festival (1980)
- Chansons pour Hank (2016)[19]

## Filmographie
- La Veillée des veillées (1976)[20]
- Crac ! de Frédéric Back gagnant d'un Oscar (1982)[21]
- Le Rêve du Diable : avec tambour et trompette (2014)[22]